# Čipkarska šola Idrija
Čipkarska šola je šola klekljanja čipk v Idriji, ki neprekinjeno deluje že od leta 1876.

## Zgodovina

### Ustanovitev in obratovanje šole
Tradicija čipk je bila v Idriji prisotna že nekaj stoletij pred ustanovitvijo tamkajšnje čipkarske šole. Učenje klekljanja je najprej potekalo v prostorih rudniškega uradnika Leopolda Urbasa a zaradi prevelikega števila učenk se je šola kmalu preselila v stavbo rudniške ljudske šole. Kmalu se je zaradi vedno večjega števila učenk šola razširila tudi v prostore v starem župnišču. Denar za obnovo in popravilo šolskih prostorov, ki so bili slednjega potrebni, je priskrbel Rudnik živega srebra v Idriji.
Sprva so se učenke Čipkarske šole delile v dve skupini:
- Prva skupina učenk je v dopoldanskem času redno obiskovala ljudsko šolo, v popoldanskem času pa hodila na učenje klekljanja še na Čipkarsko šolo.
- Drugo skupino pa so sestavljali odrasla dekleta in žene, ki so redno hodile na vaje iz klekljanja v dopoldanskem in popoldanskem času z željo, da bi se v klekljanju izurile dovolj, da bi postale poklicne kleklarjice.[3]

Prva učiteljica klekljanja na Čipkarski šoli v Idriji je bila Ivanka Ferjančič. Kot risarka se ji je 1. 8. 1879 pridružila Ana Rossmann, ki je odšla na dvomesečno izobraževanje o idrijski čipkarski tehniki in potrebni spretnosti za izdelovanju papircev na Dunaj.
V času rednega šolanja, ki je trajalo 2 leti, so se učenke naučile tako osnovnih kot tudi bolj zapletenih tehnik klekljanja. Že v letih med 1878 in 1879 so na šoli potekala tudi izobraževanja za žene in odrasle, tako imenovane »izredne gojenke« oz. »hospitantke«. Te so se vaj iz klekljanja udeleževale le občasno.
Konec 19. stoletja se je povpraševanje po čipkah močno povečalo in zaradi potrebe po večji produktivnosti je v letih med 1894 in 1895 kurator Čipkarske šole postal Ivan Vogelnik, ki predlaga šolanje šoloobveznih deklet v klekljanju tudi med šolskimi počitnicami. Poleg tega so se med letoma 1897 in 1898 ob sredah popoldne izobraževala tudi ostala dekleta, ki so Čipkarsko šolo obiskovale neredno. Leta 1903 je bil ustvarjen nov program za Strokovno šolo za čipkanje v Idriji, kot se je šola imenovala v tedanjem času. Natančno je bil popisan potek šolanja, opredeljena pa je bila tudi razvrstitev učenk glede na njihov način obiskovanja pouka. Učenke Čipkarske šole so se delile na tri različne skupine:
- Pripravnice so bile učenke, ki so redno obiskovale ljudsko šolo, v Čipkarsko šolo pa hodile le v svojem prostem času.
- Redne učenke - v skupino rednih učenk so spadala dekleta, ki so se po končani ljudski šoli vpisale na čipkarsko šolo in po njenem uspešnem zaključku postale poklicne čipkarice.
- Hospitantke pa so sestavljala dekleta in žene, ki so na učenje klekljanja hodile le občasno, saj so si želele razširiti svoje dotedanje znanje o klekljanju.[5]

Leta 1912 pa je prišlo še do natančnejše razvrstitve učenk Filialnega zavoda za žensko domačo obrt v Idriji (tedanji naziv Čipkarske šole):
- Pripravljalne učenke so obiskovale ljudsko šolo redno, Čipkarske šole pa so se udeleževale v prostem času. Bilo jih je zelo veliko, zato so jih po navadi razvrščali v skupine po 30 učenk. Nadzorovala jih je učiteljica, ki je težavnost snovi in tehnik prilagodila njihovi starosti. Material, ki so ga uporabljale pri izdelovanju čipk, je bil za njih brezplačen, končan izdelek pa je pripadal šoli. Na koncu meseca so bili njihovi izdelki ocenjeni in v primeru dobrega izde ocenjeni in v primeru dobrega izdelka so učenke dobile tudi denarno nagrado.lka, so učenke dobile tudi denarno nagrado. Če pa so želele s svojimi izdelki služiti, so morale klekljati izven šole in uporabljati svoj material, a šola jim je vseeno nudila pomoč učiteljic klekljaric, ki so jih pri tem spremljale.
- Nadaljevalne učenke so razvrstili v dve skupini:

- Redne nadaljevalne učenke (“Frekventanke”), ki še niso bile neizurjene, zato so njihovo delo vedno nadzorovale učiteljice. Njihovo učenje je potekalo vsakodnevno v času pouka v šolskih prostorih. Naročila za čipke je po navadi dajala šola in le v redkih primerih privatni pooblaščeni podjetniki.
- Izredne nadaljevalne učenke, ki so se učnih ur klekljanja udeleževale le občasno, a takrat so se ukvarjale le z bolj zahtevnimi vzorci. Naročila so večinoma dobile od privatnih pooblaščenih podjetnikov.

Po zaključku dveletnega šolanja sta bili najboljšim učenkam omogočeni še dve leti nadaljnjega šolanja, če so razmere to dopuščale. Najbolj nadarjene izmed klekljaric so namreč lahko postale učiteljice klekljanja, vendar le z udeležbo na osrednji izobraževalni ustanovi za klekljanje na Dunaju. Nadarjenim učenkam so za 8-mesečno (in kasneje dvoletno)  šolanje na Dunaju nudili tudi štipendije.

### Prva svetovna vojna
Čipkarska šola je neprekinjeno delovala tudi med prvo svetovno vojno. Obiskovanje je bilo sicer nekoliko moteno, saj so zaradi odsotnosti moških morale tudi ženske poprijeti za marsikatero njihovo delo. Poleg tega v času prve svetovne vojne tudi družbeno življenje v Idriji ni zamrlo, saj so vsako leto še vedno potekali razni dogodki in razstave. Učenke Čipkarske šole pa so bile na pobudo oblasti zadolžene tudi za izdelovanje oblačil za vojake (nogavice, šale, rokavice, puloverje), za katere material je poskrbela občina in nekateri posamezniki. V času prve svetovne vojne so bile tudi počitnice nekoliko daljše, saj so učiteljice čipkarske šole v prostem času delale za Rdeči križ.
Zaradi denarne stiske med vojno je šolski nadzornik od nadaljevalnih učenk zahteval 2 vinarja vsak teden. Denar so dobili tudi z novo uvedenimi kaznimi za nepokorščino.

### Obdobje med vojnama
Šele s koncem prve svetovne vojne pride do večjih sprememb. Po italijanski prevzemi oblasti so sicer želeli, da bi življenje v Idriji potekalo v normalnih razmerah, a negotovost in razočaranje sta bila vseeno prisotna. Pouk je bil na Čipkarski šoli prekinjen, dokler učiteljice niso podpisale vdanostne zaobljube, s katero so se zavezale, da se bodo izogibale političnim vprašanjem.
V času pod italijansko oblastjo so vsi čipkarski izdelki šli v prodajo le preko enega trgovca, Dragotina Lapajneta, ki jih je pošiljal na komisariat v Logatec. Civilni komisar je celo obiskal šolo in denarno nagradil nabolj uspešne učenke.
Z letom 1922 in Mussolinijevim prihodom na oblast pa je v šolah slovenščino zamenjala italijanščina. Italijanščina je postala uradni in nadrejeni jezik in učiteljice klekljanja so morale med poletnimi počitnicami obiskovati tečaje italijanščine. Kasneje so vse slovenske učiteljice zamenjale italijanske. Vpis v šolo je bil v tem času prostovoljen.

### Druga svetovna vojna
Tudi v času druge svetovne vojne, vse do februarja 1944, je pouk potekal normalno. Šola je bila zaprta le ob bombandiranju ali pa takrat, ko je vojaščina prepovedala prehod v 2. nadstropje.

### Čas po koncu vojne
Po koncu 2. svetovne vojne so se na Čipkarski šoli pouka udeleževale le še redne in nadaljevalne učenke.
V letih 1993/4 so na Čipkarski šoli uvedli triletno poklicno izobraževanje, s katerim so učenci in učenke dobili naziv čipkarja oz. čipkarice. Preko tega programa so imeli tako splošno-izobraževalne kot tudi strokovno-teoretične predmete. A program je bil leta 2001 zaradi premajhnega zanimanja ukinjen.

## Čipkarska šola danes
Danes pouk na Čipkarski šoli poteka 4 ure na teden. Učenci se udeležijo praktičnega pouka klekljanja kot tudi teoretičnega dela, učijo pa se tudi tehnik klekljanja in risanja vzorcev. Po zaključeni šoli učenci dobijo interno spričevalo. Po ukinitvi poklicnega programa leta 2001 je učenje klekljanja na šoli zgolj prostovoljno. Poleg tega pa se na šoli ukvarjajo tudi z organizacijo izobraževalnih programov za odrasle (tečaji), izobraževanjem učiteljev klekljanja, sodelujejo pa tudi na mednarodnih projektih in natečajih. Na šoli se izvaja tudi preverjanje in potrjevanje nacionalne poklicne kvalifikacije za čipkarje in čipkarice, ki se je leta 2010 preimenovalo v poklicno kvalifikacijo klekljar oz. klekljarica.
V šoli je mogoče kupiti najrazličnejše ročno izdelane čipke in izdelke s čipkami, strokovno literaturo, material in pripomočke za klekljanje, vzorce za klekljanje in mnoge druge stvari.
Vsako leto na šoli poteka tudi razstava “Poglej, kaj znam!”, ki jo učenci in učitelji šole pripravijo junija ob zaključku šolskega leta. Na razstavo postavijo mojstrovine, ki so jih učenci šole naredili tekom iztekajočega se šolskega leta.
Junija 2021 je bil s sodelovanjem učencev OŠ Spodnja Idrija ter lokalnih podjetij pred zgradbo postavljen spomenik klekljaricam in idrijski čipki.